# Parque natural de la Sierra de Collserola
El Parque Natural de la Serra de Collserola (en catalán: Parc Natural de la Serra de Collserola) es un espacio natural protegido español situado en medio de una de las áreas urbanas más densas de Europa, el área metropolitana de Barcelona, en Cataluña. Tiene una superficie de 8.295 ha, situadas entre los ríos Besós y Llobregat y forma parte de la Red de Parques Naturales que gestiona la Diputación de Barcelona. 

## Geografía

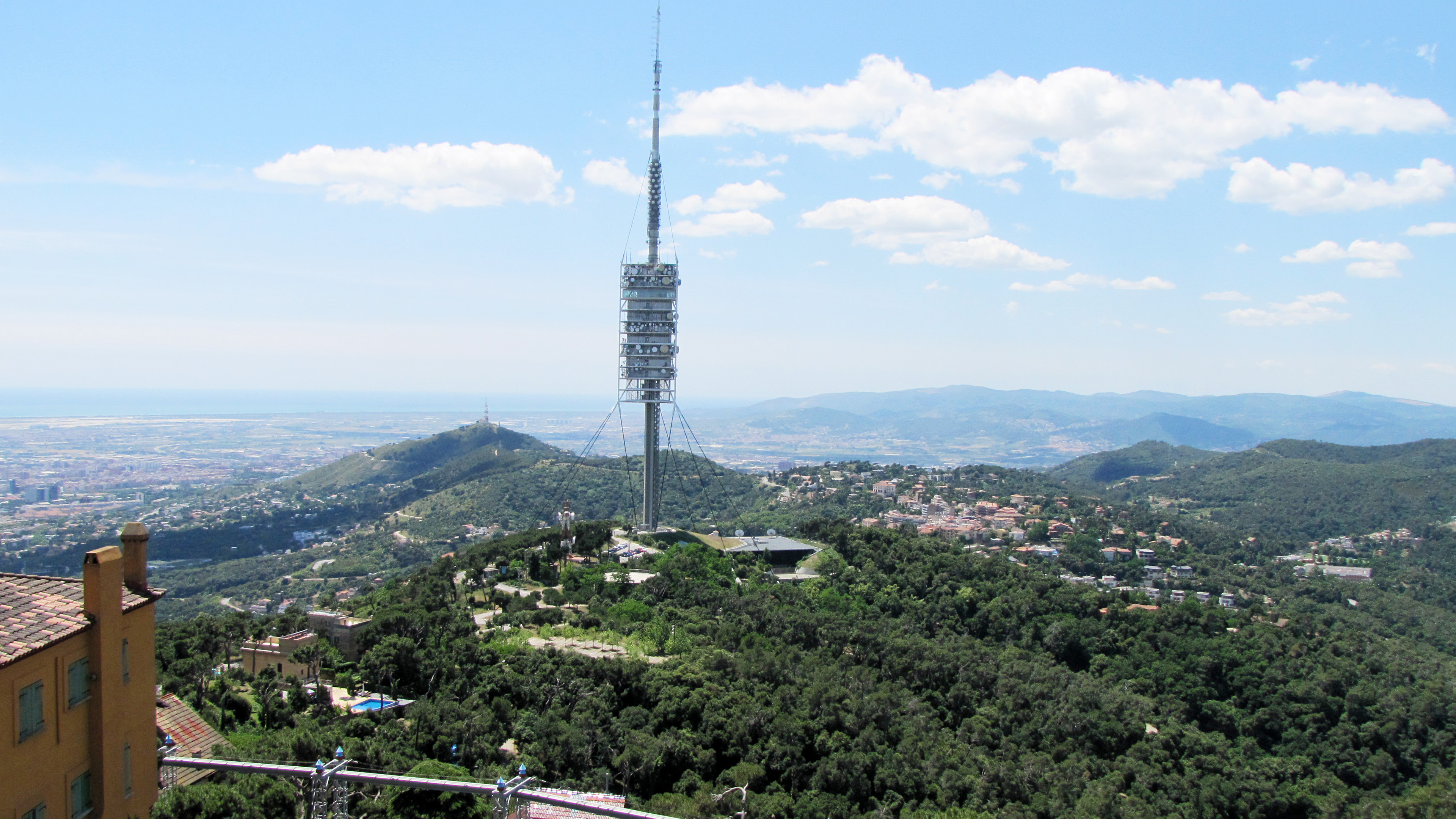
Torre de Collserola.

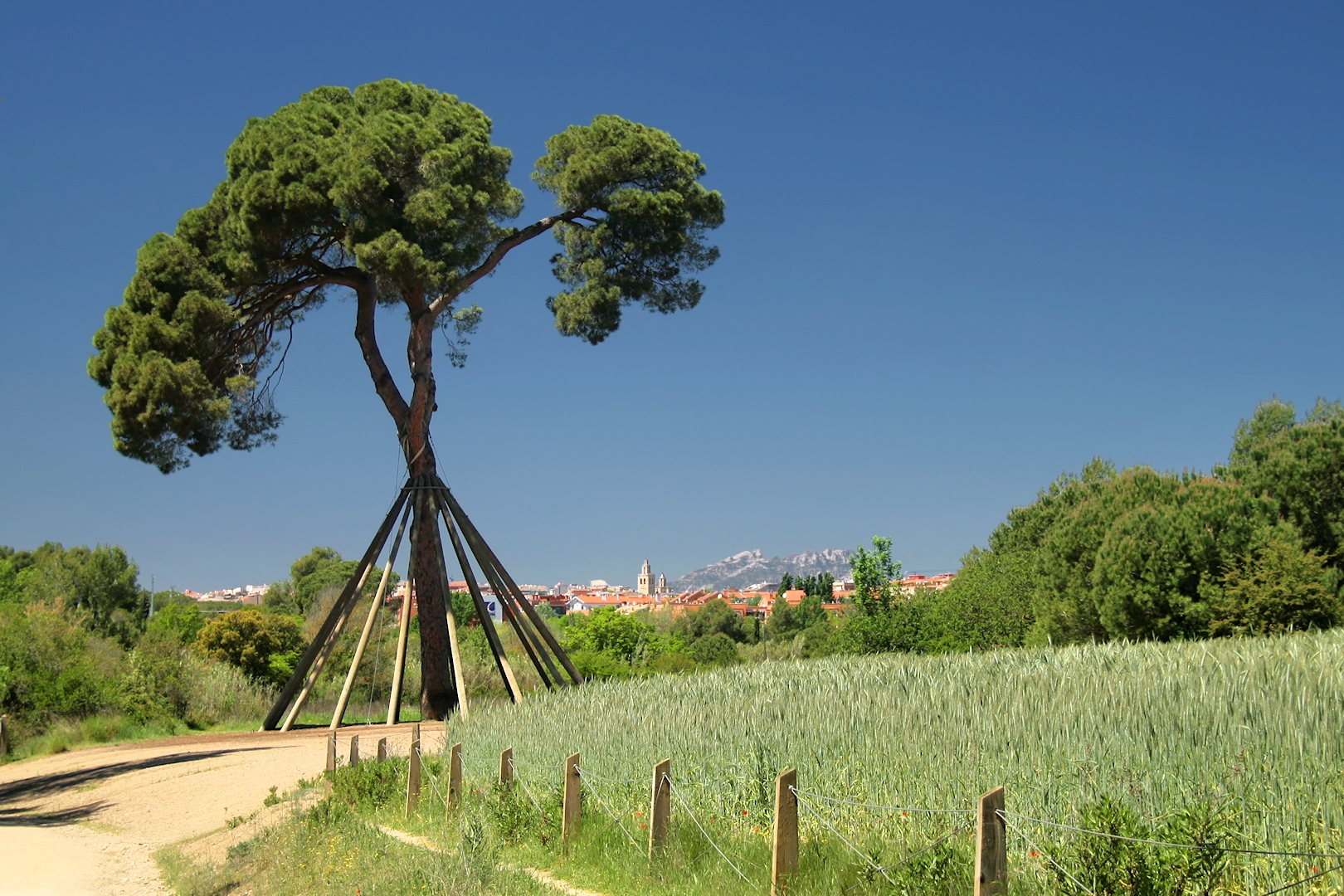
El Pino del Xandri.

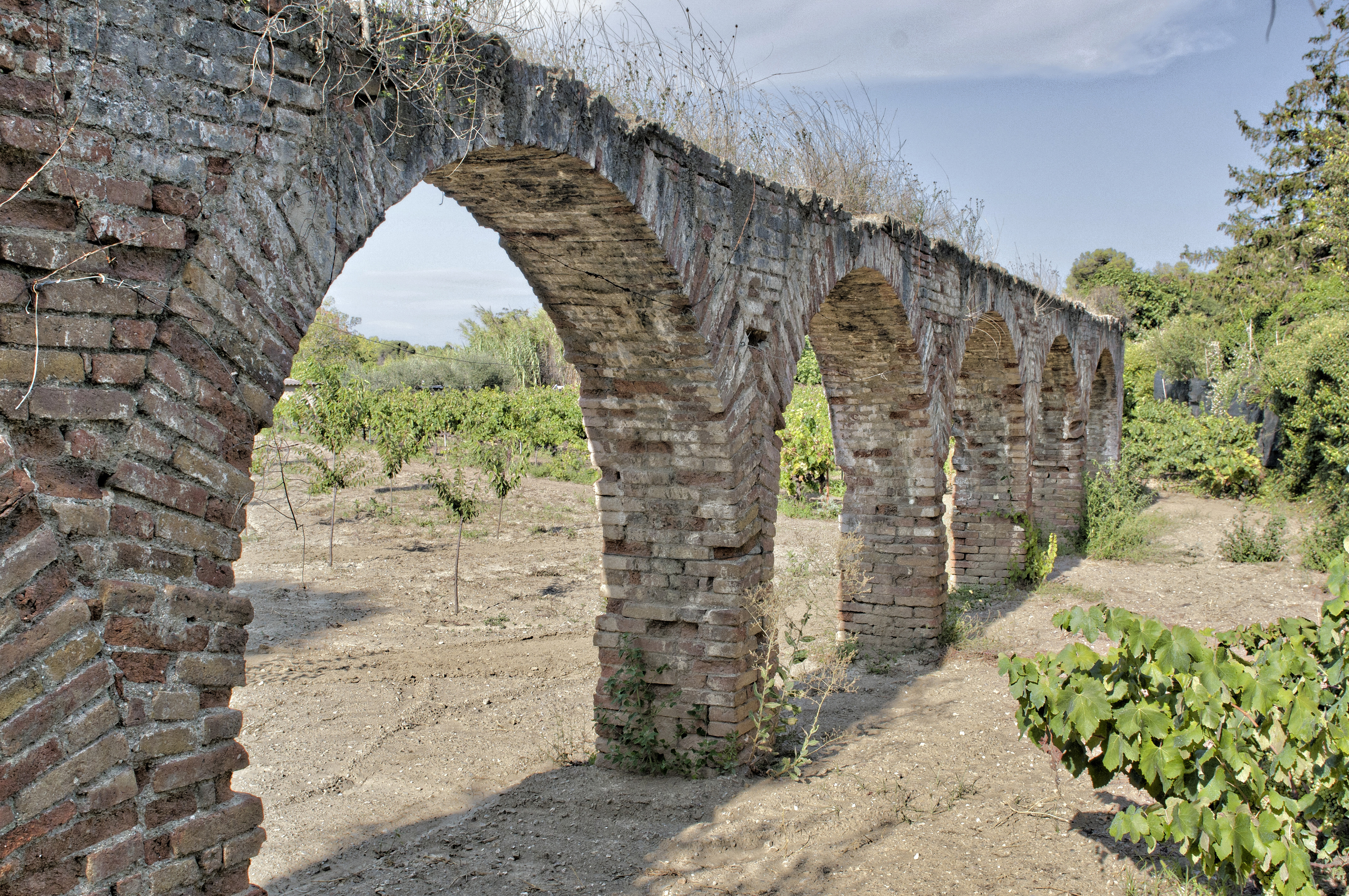
Acueducto de Canaletas.

El parque se encuentra en la sierra de Collserola, que forma parte de la cordillera Litoral y se sitúa entre los ríos Besós y Llobregat con una superficie de 8259 ha. Separa la planicie de Barcelona con la depresión del Vallés. Incluye parte del término municipal de nueve municipios.
De las numerosas colinas que componen su perfil, el Tibidabo es la más alta (512 m).
Forma parte del área metropolitana de Barcelona, donde viven más de tres millones de personas, repartidas en un conjunto de municipios. Este parque es el pulmón de esta gran zona urbana, y por esta razón su valor ecológico es muy importante.

## Vegetación
Collserola contiene una amplia muestra de ambientes naturales mediterráneos, en los que encontramos predominantemente bosques mixtos de pino y encina, junto formaciones de vegetación baja. En las zonas húmedas también se puede encontrar mata de galería. La fauna está formada por casi todas las especies animales del bosque mediterráneo.
Dentro de los límites del parque hay espacios de interés como la reserva natural parcial de la Font Groga o la Riada-Can Balasc. Hay una gran cantidad de fuentes como la Fuente de la Budellera y la Fuente de Ribas.

## Ocupación humana
La huella humana es evidente en la Sierra, tanto por la modificación del paisaje, como por la cantidad de restos arqueológicos y construcciones que se encuentran en ella, y que constituyen un patrimonio muy valioso. Ejemplos destacarían San Medir, San Bartolomé de la Cuadra, Santa Cruz de Olorde y San Acisclo y Santa Victoria de las Feixas, y Can Masdeu. La masía de Can Coll, alberga el museo de la vida rural y la exposición permanente "El hombre y la Sierra".

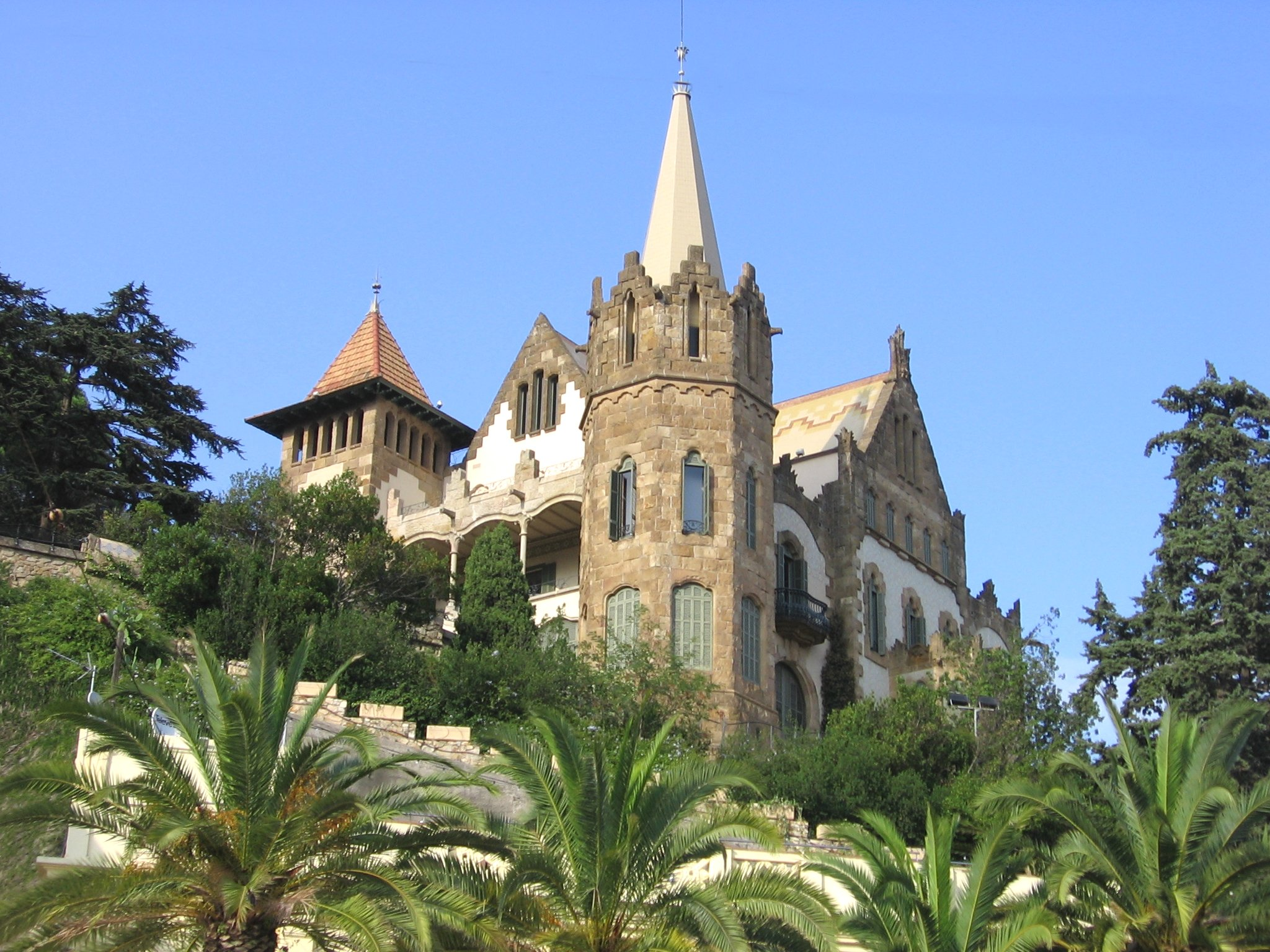
Casa Arnús
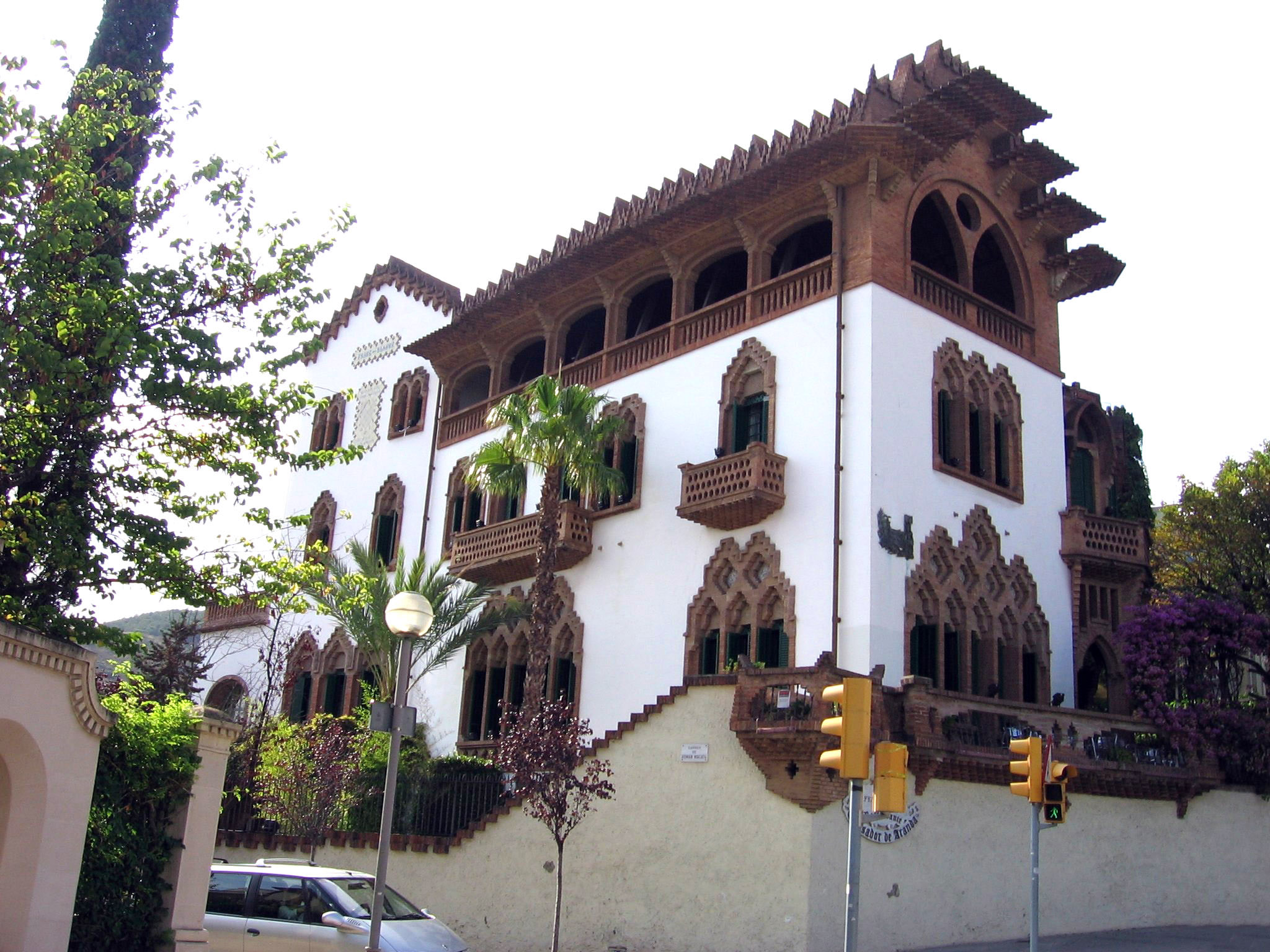
Casa Roviralta
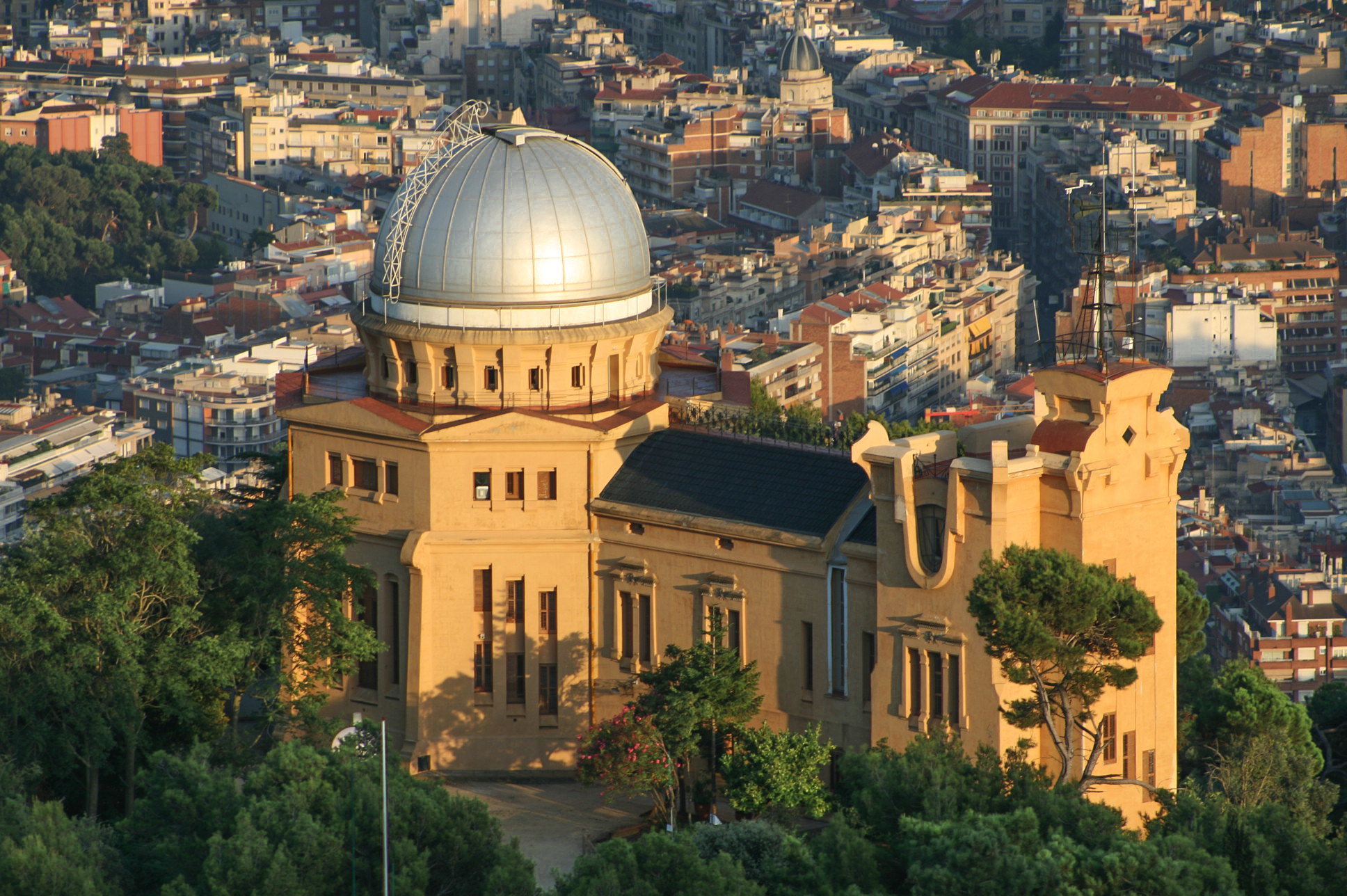
Observatorio Fabra
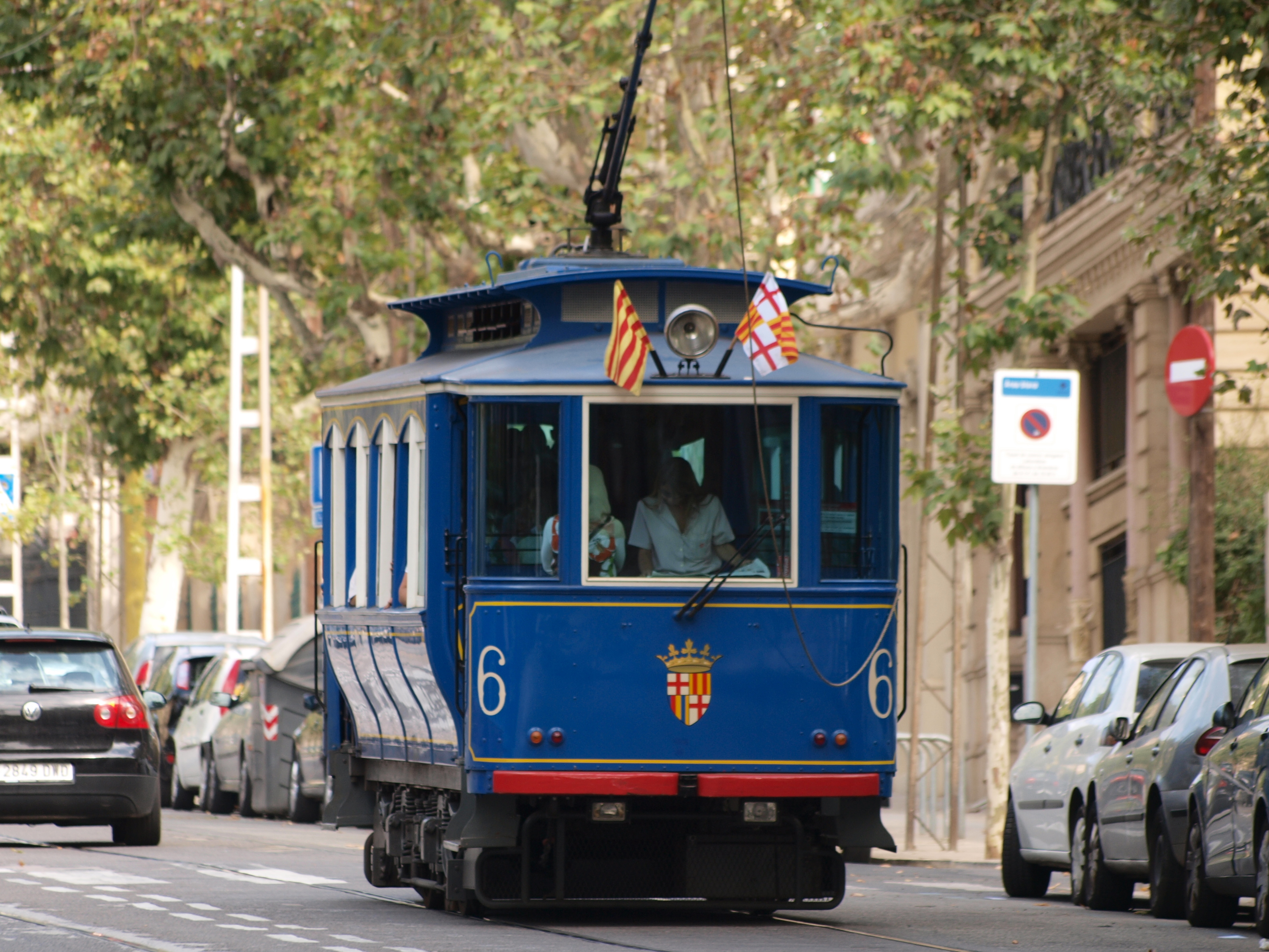
Tranvía Azul
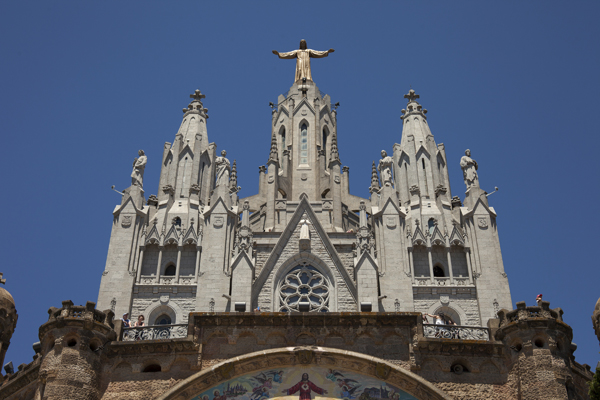
Sagrado Corazón

## Gestión

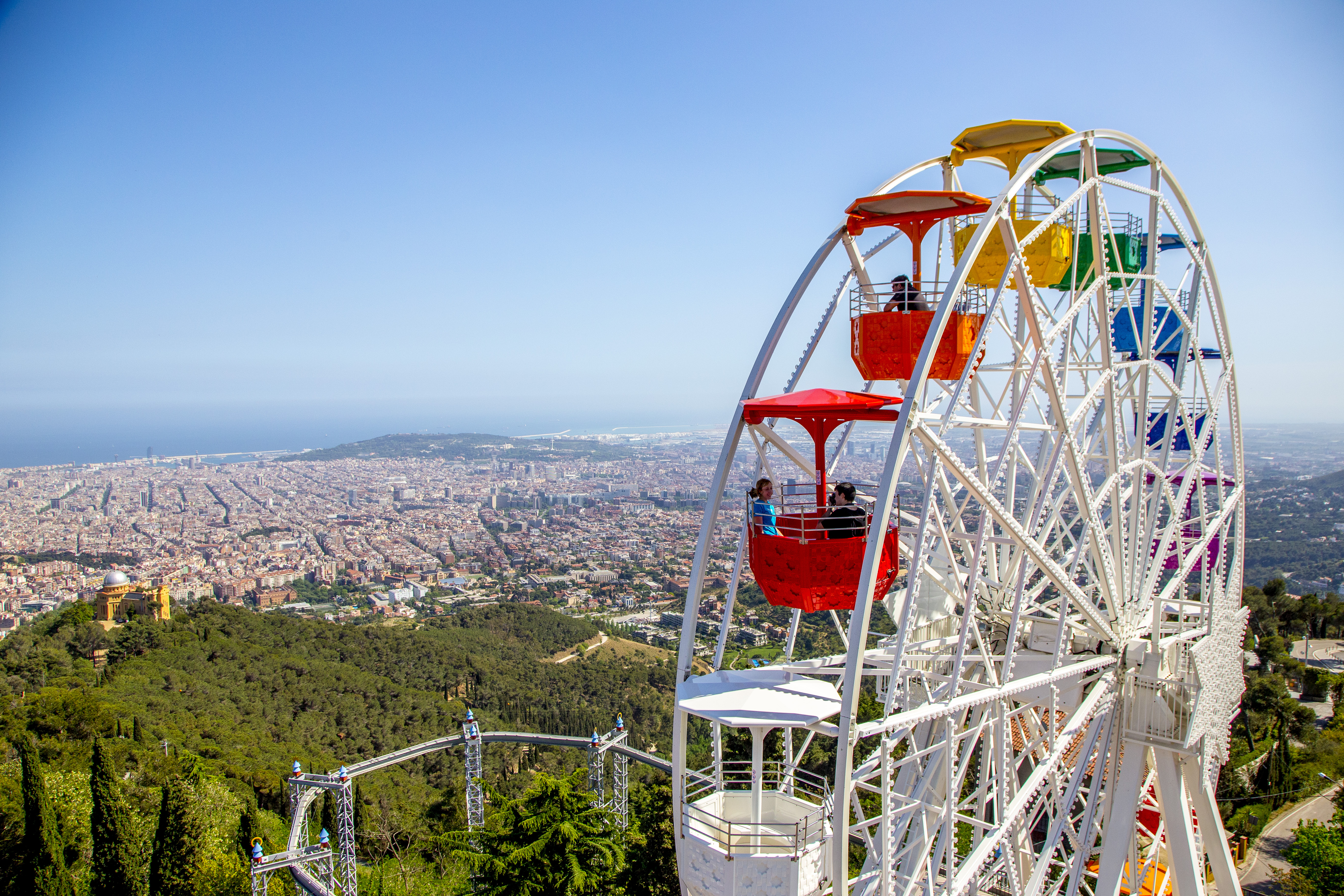
Parque de Atracciones Tibidabo.

En 1987 se redactó un Plan Especial de Ordenación y Protección del Medio Natural que le otorgaba un estatuto de parque de acuerdo con las leyes urbanísticas vigentes. Este Plan tenía como objetivos prioritarios, mantener la estabilidad de los sistemas naturales, preservar la diversidad biológica, el patrimonio cultural y paisajístico, y ofrecer nuevas oportunidades para el ocio y el aprendizaje.
La Generalidad de Cataluña declaró parque natural a la sierra de Collserola el 19 de octubre de 2010.